# Excelsior Mouscron
Royal Excelsior Mouscron a fost un club de fotbal belgian cu sediul în Mouscron. Clubul a fost declarat falimentat în decembrie 2009 și s-a desființat în scurt timp.
Înainte de desființare Manchester City era gata să achite 3 milioane £ pentru a salva R.E. Mouscron de la faliment și a-l transforma într-un club pepinieră.

## Palmares
- Divizia Secundă Belgiană:
  - Locul 2 (1): 1993–94
- Belgian Second Division Final Round (1): 1996
- Cupa Belgiei:
  - Finalist (2): 2001–02, 2005–06

## Rezultate în cupele europene
| Sezon   | Competiție | Runda |         | Club             | Acasă | Deplasare |
| ------- | ---------- | ----- | ------- | ---------------- | ----- | --------- |
| 1997–98 | Cupa UEFA  | 2QR   | Cipru   | Apollon Limassol | 3–0   | 0–0       |
|         |            | 1R    | Franța  | FC Metz          | 0–2   | 1–4       |
| 2002–03 | Cupa UEFA  | QUAL  | Islanda | Fylkir Reykjavik | 3–1   | 1–1       |
|         |            | 1R    | Cehia   | Slavia Praga     | 2–2   | 1–5       |

## Ultimul lot
| Nr. |         | Poziție | Jucător              |
| --- | ------- | ------- | -------------------- |
| 1   | Belgia  | P       | Mark Volders         |
| 4   | Mali    | M       | Mamadou Diakité      |
| 7   | Spania  | M       | Jonathan Aspas       |
| 8   | Camerun | M       | Mathieu Assou-Ekotto |
| 9   | Spania  | A       | Alejandro Cortell    |
| 10  | Belgia  | M       | Walter Baseggio      |
| 11  | Croația | A       | Zvonimir Deranja     |
| 12  | Franța  | P       | Cédric Berthelin     |

| Nr. |               | Poziție | Jucător                  |
| --- | ------------- | ------- | ------------------------ |
| 17  | Belgia        | M       | Sylvain Berton           |
| 18  | Italia        | M       | Tommaso Pieroni          |
| 26  | Belgia        | P       | Wouter Deman             |
| 29  | Belgia        | M       | Thomas Hovine            |
| 30  | Spania        | F       | Manu Micó                |
| 32  | Belgia        | A       | Jean-Baptiste Yakassongo |
| 39  | Franța        | A       | Robert Maah              |
| 80  | Africa de Sud | M       | Asanda Sishuba           |

## Jucători notabili
| Belgia - Walter Baseggio - Jonathan Blondel - Geoffrey Claeys - Steve Dugardein - Christophe Grégoire - Axel Lawarée - Dominique Lemoine - Christophe Lepoint - Maxime Lestienne - Emile Mpenza - Mbo Mpenza - Luigi Pieroni - Pascal Renier - Stefaan Tanghe - Alexandre Teklak - Franky Vandendriessche - Yves Vanderhaeghe - Daan Van Gijseghem - Gordan Vidović - Mark Volders Algeria - Samir Beloufa Australia - Stephen Laybutt Kuwait - Aziz Mashaan Bahrain - Jaycee John | Bosnia și Herțegovina - Adnan Čustović Camerun - Bertin Tomou Croația - Zoran Ban - Tonči Martić Franța - Cédric Berthelin - Idir Ouali Polonia - Marcin Żewłakow - Michał Żewłakow Senegal - Demba Ba Serbia - Nenad Jestrović Slovenia - Ermin Šiljak Africa de Sud - Bevan Fransman |

## Antrenori
| - 1964-1965: Rixhon - 1965-1968: Albert Dubreucq - 1968-1969: Pintie - 1969-1971: Jules Bigot - 1971-1972: Jules Vandooren - Orlans - 1972-1973: Desreumaux - 1973-1975: Stockman - 1975-1976: Baert - 1976-1977: Terras - 1977-1978: Albert Dubreucq - 1978-1980: Cornil - 1980-1981: Baert - 1981-1982: Verriest - Baert - 1982-1984: Baert - 1984-1985: Kinsabil - 1985-1987: Stockman |  | - 1987-1988: Stockman - Besenger - 1988-1989: Ellegeert - 1989-1990: Ellegeert - Van Maldeghem - 1990-1995: Van Maldeghem - 1995-1996: Georges Leekens - 1996-1997: Georges Leekens - Gil Vandenbrouck - 1997-2002 : Hugo Broos - 2002-2003 : Lorenzo Staelens - 2003-2004 : Georges Leekens - 2004-2005 : Philippe Saint-Jean - Geert Broeckaert - 2005-2006 : Geert Broeckaert - Gil Vandenbrouck - Paul Put - Gil Vandenbrouck - 2006-2007 : Gil Vandenbrouck - Ariel Jacobs - 2007-2008 : Marc Brys - Enzo Scifo - 2008-2009 : Enzo Scifo - 2009-nov.2009 : Miroslav Đukić - nov.2009-dec.2009 : Hans Galjé |